# Chrysso vesiculosa
Chrysso vesiculosa är en spindelart som först beskrevs av Simon 1895.  Chrysso vesiculosa ingår i släktet Chrysso och familjen klotspindlar. Inga underarter finns listade i Catalogue of Life.